# 石室祖瑛
石室祖瑛（せきしつ そえい）は、元で活動した臨済宗大慧派の禅僧である。大慧下6世。

## 生涯
至元28年（1291年）に蘇州呉江県で生誕した。俗姓は陳氏。普向寺にて出家し、大徳5年（1301年）に具足戒を授かる。洪州仰山虚谷希陵に参禅した後、径山寺の晦機元煕の許でその法を嗣ぐ。嗣法の後、明州隆教寺、杭州万寿寺、雪竇山資聖寺および阿育王山鄮峰広利禅寺に歴住した。至正3年3月17日（1343年4月12日）寂。北村文華財団所蔵の墨蹟は重要文化財に指定されている。